# Mula resonans
Mula resonans är en insektsart som beskrevs av Ball 1928. Mula resonans ingår i släktet Mula och familjen Derbidae. Inga underarter finns listade i Catalogue of Life.